# Platysphinx
Platysphinx là một chi bướm đêm thuộc họ Sphingidae.

## Các loài
- Platysphinx bouyeri - Haxaire & Bompar 2004
- Platysphinx constrigilis - (Walker 1869)
- Platysphinx dorsti - Rougeot 1977
- Platysphinx phyllis - Rothschild & Jordan 1903
- Platysphinx piabilis - (Distant 1897)
- Platysphinx stigmatica - (Mabille 1878)
- Platysphinx vicaria - Jordan 1920
- Platysphinx zabolichus - Haxaire & Melichar 2007

## Hình ảnh

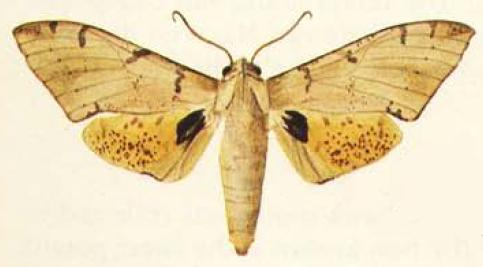